# Ingeniero Ricardo Payro Jene
Ingeniero Ricardo Payro Jene är en ort i Mexiko.   Den ligger i kommunen Calakmul och delstaten Campeche, i den östra delen av landet, 1 000 km öster om huvudstaden Mexico City. Ingeniero Ricardo Payro Jene ligger 271 meter över havet och antalet invånare är 648.
Terrängen runt Ingeniero Ricardo Payro Jene är platt, och sluttar österut. Runt Ingeniero Ricardo Payro Jene är det mycket glesbefolkat, med 7 invånare per kvadratkilometer. Ingeniero Ricardo Payro Jene är det största samhället i trakten. I omgivningarna runt Ingeniero Ricardo Payro Jene växer i huvudsak städsegrön lövskog.